# 栄甫
栄甫（えいほ、生没年不詳）とは、江戸時代の浮世絵師。

## 来歴
鳥文斎栄之の門人で作画期は寛政の頃とされるが、その他の事については不明。